# Conleth Hill
Conleth Seamus Eoin Croiston Hill, född 24 november 1964 i Ballycastle i Nordirland, är en brittisk film- och teaterskådespelare och har spelat på scen i både brittiska och amerikanska föreställningar/tv-serier/filmer. Han vann 2001 Laurence Olivier Award for Best Actor och har nominerats till Tony Awards två gånger. Han spelar Varys i tv-serien Game of Thrones.

## Teater
- Onkel Vanja som Onkel Vanja, Lyric Players' Theatre (Belfast)
- Slutet gott, allting gott som Parolles, National Theatre (London) (2009)
- Philistines som Teterev, National Theatre (London) (2007)
- Det våras för Hitler som Roger DeBris, Theatre Royal,Drury Lane Theatre (London)
- The Seafarer, as Ivan Curry, National Theatre (London); Booth Theatre (New York)
- Democracy, National Theatre (London)
- Stones in His Pockets, Lyric Theatre (Belfast); Gaiety Theatre (Dublin); Traverse Theatre (Edinburgh); Tricycle, New Ambassadors, Duke of York's (London); Winter Garden Theatre (Toronto); Golden Theater, (New York)
- Shoot the Crow, Trafalgar Studios (London); Royal Exchange Theatre (Manchester)
- Endgame, Prime Cut (Belfast)
- After Darwin, Prime Cut (Dublin and Belfast)
- The Chance, Prime Cut (Belfast)
- Criminal Genius, Prime Cut (Belfast)
- The Suicide, Communicado (Scotland)
- Tall Tales, Communicado (Scotland)
- Playboy of the Western World, Communicado (Scotland)
- Juno and the Paycock, Royal Lyceum (Edinburgh)
- Shining Souls, Old Vic (London)
- School for Wives, Arts Theatre (Belfast)
- Too Late to Talk to Billy, Arts Theatre (Belfast)
- Dorian Grays porträtt, Arts Theatre (Belfast)
- Northern Star, Field Day/Tinderbox
- Conversations on a Homecoming, Lyric Players' Theatre (Belfast)
- I väntan på Godot, Lyric Players' Theatre (Belfast)
- A Whistle in the Dark, Lyric Players' Theatre (Belfast)
- Little Shop of Horrors, Lyric Players' Theatre (Belfast)
- The Iceman Cometh, Lyric Players' Theatre (Belfast)
- The Importance of Being Earnest, Lyric Players' Theatre (Belfast)
- Christmas Eve Can Kill You, Lyric Players' Theatre (Belfast)
- Playboy of the Western World, Lyric Players' Theatre (Belfast)
- En midsommarnattsdröm, Lyric Players' Theatre (Belfast)
- Körsbärsträdgården, som Lopakhim, National Theatre, London, 2011
- Quartermaine's Terms, som Henry, Wyndham's Theatre, London, 2013
- Macbeth, som Macbeth, Berkeley Repertory Theatre, Berkeley, 2016

## Filmografi
- Boon (1988)
- Casualty (2 avsnitt, 1988-1995)
- Blue Heaven (7 avsnitt, 1992-1994)
- The Bill (1993)
- Meaningful Sex (2000) - Carl
- Goodbye Mr. Chips (2002)
- The Life and Times of Vivienne Vyle (6 avsnitt, 2007)
- Whatever Works (2009)
- 2009 – Perrier's Bounty
- Laxfiske i Jemen (2011)
- Vi möts igen, min vän (2011)
- Game of Thrones (2011–2019) - Varys (46 avsnitt)
- Keith Lemon: The Film (2012)
- Suits (2013), 6 avsnitt
- Serena - Dr. Chaney
- Inside No. 9 (2014)  Steve i avsnittet "Tom & Gerri"
- Foyle's War (2015), avsnitt 9.3 "Elise" - Sir Ian Woodhead
- A Patch of Fog (2015)
- 2019 – Doc Martin (TV-serie)